# Groupe H des éliminatoires de la Coupe d'Afrique des nations de football 2025
 (juillet 2024).
 (juin 2025).
Le groupe H des éliminatoires de la Coupe d'Afrique des nations de football 2025 est une compétition qualificative pour la phase finale de la Coupe d'Afrique des nations de football 2025, qui se déroule en Maroc.
Navigation
Groupe G Groupe I

## Tirage au sort
Le tirage au sort a eu lieu le 4 juillet 2024 au Johannesburg. Les têtes de série sont désignées via un classement FIFA (construit d'après les résultats lors des dernières FIFA).
Le tirage au sort désigne les équipes suivantes dans le groupe H. Les quarante-huit équipes sont réparties en douze dans quatre chapeaux.
- Chapeau 1 :  RD Congo (61e du classement FIFA)
- Chapeau 2 :  Guinée (77e du classement FIFA)
- Chapeau 3 :  Tanzanie (114e du classement FIFA)
- Chapeau 4 :  Éthiopie (143e du classement FIFA)

## Classement
| Rang | Équipe   | Pts | J | G | N | P | Bp | Bc | Diff |  | Résultats (▼ dom., ► ext.) |     |     |     |     |
| ---- | -------- | --- | - | - | - | - | -- | -- | ---- |  | -------------------------- | --- | --- | --- | --- |
| 1    | RD Congo | 12  | 5 | 4 | 0 | 1 | 6  | 1  | +5   |  | RD Congo                   |     | 1-0 | 1-0 | -   |
| 2    | Guinée   | 9   | 5 | 3 | 0 | 2 | 9  | 4  | +5   |  | Guinée                     | 1-0 |     | 1-2 | 4-1 |
| 3    | Tanzanie | 7   | 5 | 2 | 1 | 2 | 4  | 4  | 0    |  | Tanzanie                   | 0-2 | -   |     | 0-0 |
| 4    | Éthiopie | 1   | 5 | 0 | 1 | 4 | 1  | 11 | -10  |  | Éthiopie                   | 0-2 | 0-3 | 0-2 |     |

- Qualification pour la CAN 2025

## Résultats
| 1re journée                  | Tanzanie               | 0 - 0   | Éthiopie  | Stade Benjamin Mkapa, Dar es Salaam |                     |
| 4 septembre 2024 19:00 UTC+3 |                        | (0 - 0) |           | Arbitrage : Issa Sy                 | Arbitrage : Issa Sy |
| 4 septembre 2024 19:00 UTC+3 | Msindo 67e Miroshi 81e | Rapport | 30e Wolde | Arbitrage : Issa Sy                 | Arbitrage : Issa Sy |

| 1re journée                  | RD Congo    | 1 - 0   | Guinée                 | Stade des Martyrs, Kinshasa |                          |
| 6 septembre 2024 17:00 UTC+1 | Kayembe 27e | (1 - 0) |                        | Arbitrage : Adel Hussein    | Arbitrage : Adel Hussein |
| 6 septembre 2024 17:00 UTC+1 | Masuaku 76e | Rapport | 61e Camara 88e Diakité | Arbitrage : Adel Hussein    | Arbitrage : Adel Hussein |

| 2e journée                   | Éthiopie            | 0 - 2   | RD Congo                | Stade Benjamin Mkapa, Dar es Salaam |                              |
| 9 septembre 2024 22:00 UTC+3 |                     | (0 - 0) | 62e Bongonda 76e Mayele | Arbitrage : Lahlou Benbraham        | Arbitrage : Lahlou Benbraham |
| 9 septembre 2024 22:00 UTC+3 | 17e Wolde 71e Belay | Rapport |                         | Arbitrage : Lahlou Benbraham        | Arbitrage : Lahlou Benbraham |

| 2e journée                    | Guinée   | 1 - 2   | Tanzanie                          | Stade Charles-Konan-Banny, Yamoussoukro |                           |
| 10 septembre 2024 16:00 UTC+0 | Bayo 57e | (0 - 0) | 57e Salum 88e Yahya               | Arbitrage : Jean Ouattara               | Arbitrage : Jean Ouattara |
| 10 septembre 2024 16:00 UTC+0 |          | Rapport | 25e Balua 36e Bacca 71e Mwaikenda | Arbitrage : Jean Ouattara               | Arbitrage : Jean Ouattara |

| 3e journée                  | RD Congo                               | 1 - 0   | Tanzanie                           | Stade des Martyrs, Kinshasa |                             |
| 10 octobre 2024 17:00 UTC+1 | Mzize 54e (csc)                        | (0 - 0) |                                    | Arbitrage : Hillary Hambaba | Arbitrage : Hillary Hambaba |
| 10 octobre 2024 17:00 UTC+1 | Mbemba 46e Essende 68e Moutoussamy 72e | Rapport | 23e Salum 79e Dickson 90+5e Hamoud | Arbitrage : Hillary Hambaba | Arbitrage : Hillary Hambaba |

| 3e journée                  | Guinée                                  | 4 - 1   | Éthiopie                | Stade Alassane Ouattara, Abidjan  |                                   |
| 12 octobre 2024 16:00 UTC+0 | Guirassy 10e (pen.) 38e 45+2e Cissé 48e | (3 - 0) | 53e Markneh             | Arbitrage : Clément Franklin Kpan | Arbitrage : Clément Franklin Kpan |
| 12 octobre 2024 16:00 UTC+0 |                                         | Rapport | 18e Habtamu 54e Markneh | Arbitrage : Clément Franklin Kpan | Arbitrage : Clément Franklin Kpan |

| 4e journée                  | Tanzanie | 0 - 2   | RD Congo                    | Stade Benjamin Mkapa, Dar es Salaam |                           |
| 15 octobre 2024 16:00 UTC+3 |          | (0 - 0) | 87e 90+3e Elia              | Arbitrage : Celso Alvação           | Arbitrage : Celso Alvação |
| 15 octobre 2024 16:00 UTC+3 |          | Rapport | 64e Bongonda · 90+1e Mayele | Arbitrage : Celso Alvação           | Arbitrage : Celso Alvação |

| 4e journée                  | Éthiopie  | 0 - 3   | Guinée                              | Stade Alassane Ouattara, Abidjan |                              |
| 15 octobre 2024 21:00 UTC+0 |           | (0 - 3) | 16e 19e (pen.) Guirassy · 23e Touré | Arbitrage : Mustapha Ghorbal     | Arbitrage : Mustapha Ghorbal |
| 15 octobre 2024 21:00 UTC+0 | Bayeh 59e | Rapport | 65e Sow                             | Arbitrage : Mustapha Ghorbal     | Arbitrage : Mustapha Ghorbal |

| 5e journée       | Éthiopie              | 0 - 2   | Tanzanie             | Stade des Martyrs, Kinshasa         |                                     |
| 16 novembre 2024 |                       | (0 - 2) | 15e Msuva 31e Salum  | Arbitrage : Ring Nyier Akech Malong | Arbitrage : Ring Nyier Akech Malong |
| 16 novembre 2024 | Demissie 52e Kasa 58e | Rapport | 69e Mnata 74e Manula | Arbitrage : Ring Nyier Akech Malong | Arbitrage : Ring Nyier Akech Malong |

| 5e journée       | Guinée         | 1 - 0   | RD Congo             | Stade Alassane Ouattara, Abidjan |                       |
| 16 novembre 2024 | Guirassy 90+2e | (0 - 0) |                      | Arbitrage : Amin Omar            | Arbitrage : Amin Omar |
| 16 novembre 2024 | Sylla 37e      | Rapport | 21e Elia 80e Kayembe | Arbitrage : Amin Omar            | Arbitrage : Amin Omar |

| 6e journée       | RD Congo          | 1 - 2                  | Éthiopie               | Stade des Martyrs, Kinshasa           |                                       |
| 19 novembre 2024 | Batubinsika 90+2e | (0 - 1)                | 36e Desta 90+6e Nassir | Arbitrage : Leonidas Barbosa Da Graca | Arbitrage : Leonidas Barbosa Da Graca |
| 19 novembre 2024 |                   | 78e Bayeh 90+7e Nassir |                        | Arbitrage : Leonidas Barbosa Da Graca | Arbitrage : Leonidas Barbosa Da Graca |

| 6e journée             | Tanzanie                        | 1 - 0   | Guinée                 | Stade Benjamin Mkapa, Dar es Salaam |                              |
| 19 novembre 2024 14:00 | Msuva 61e                       | (0 - 0) |                        | Arbitrage : Brighton Chimene        | Arbitrage : Brighton Chimene |
| 19 novembre 2024 14:00 | Kapombé 48e Msuva 62e Salum 75e |         | 53e Cissé 68e Guirassy | Arbitrage : Brighton Chimene        | Arbitrage : Brighton Chimene |